# Michel B. Dupérial
Michel B. Dupérial est un acteur français de théâtre, de télévision et de cinéma, qui a joué notamment dans plusieurs films policiers français.

## Théâtre
- 1995 : La Médée du 124  d'après Toni Morrison, mise en scène Garance
- 1995 : Le Second Œuvre des cannibales  de Suzanne Joubert, mise en scène Xavier Marchand
- 1998 : Le Crocodile de Paris de Catherine Anne, mise en scène Catherine Anne
- 2002 : Moins qu'un chien...  de Nel King, mise en scène Jocelyn Durvel[2]

## Filmographie partielle

### Cinéma
- 1986 : Les Frères Pétard
- 1986 : Havre de Juliet Berto
- 1997 : Le Cousin d'Alain Corneau
- 1999 : Quasimodo d'El Paris de Patrick Timsit
- 1999 : Une pour toutes de Claude Lelouch
- 1999 : Pola X de Léos Carax
- 2000 : La Taule d'Alain Robak
- 2000 :  Meilleur Espoir féminin de Gérard Jugnot
- 2002 : Quelqu'un de bien de Patrick Timsit
- 2003 :  Sept Ans de mariage : Docteur Sainte-Rose
- 2003 : Ripoux 3 de Claude Zidi
- 2004 :  San-Antonio de Frédéric Auburtin
- 2009 : Black de Pierre Laffargue
- 2013 : Quai d'Orsay de Bertrand Tavernier
- 2013 :  Attila Marcel de Sylvain Chomet
- 2019 : La terre est plate[3]

### Télévision
- 1988 : Haute sécurité (téléfilm)
- 1991-2005 : Épisodes de Maigret